# Mouvement pro-vie
Le mouvement pro-vie (calque du néologisme anglais pro-life) est un mouvement regroupant associations et personnes, souvent proches des mouvements religieux, défendant le « droit à la vie », à travers l’opposition au « droit à l'avortement » (d'où un fort lien avec les mouvements anti-avortement,), mais également à la contragestion, à l’euthanasie, et parfois à certaines formes de contraceptions.
Le terme « pro-vie », utilisé par les membres du mouvement, provient du choix de « préférer la vie à la mort » : l’avortement volontaire comme l’euthanasie sont ainsi vus comme des actes s’opposant à la vie. Les tenants du mouvement pro-choix préfèrent quant à eux employer le terme « anti-avortement » ou, de manière plus explicitement critique, « anti-choix » en mettant l'accent sur les modalités d’exécution de l'avortement (choisi ou imposé),.

## Dans le monde

### Canada
Quelques mouvements politiques canadiens ont demandé une révision des conditions d'avortement, et notamment la Campagne Québec-Vie ; le Parti de l'héritage chrétien du Canada[réf. souhaitée].

### Espagne
L'association reconnue d'utilité publique Hazte Oír est « pro-vie »[réf. souhaitée].

### États-Unis

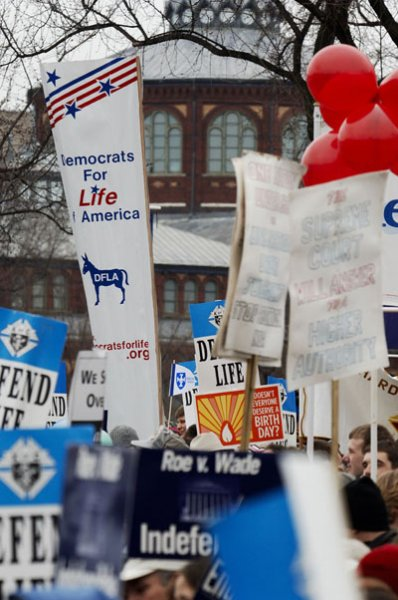
Marche « prolife », Washington.

#### Associations
Le National Right to Life Committee, le Family Research Council ou Concerned Women for America (en), incluent la lutte contre l'avortement dans un conservatisme plus large touchant à d'autres questions de société telles que le mariage homosexuel. À l'inverse, des organisations de taille plus réduite telles que l'Alliance Pro-vie des Gays et Lesbiens ont des positions inverses sur d'autres questions de société[réf. souhaitée].
L'association Operation Rescue a mené au début des années 1990 des actions très médiatiques à base de sit-ins massifs aux abords de cliniques pratiquant l'avortement, en bloquant parfois l'accès. Ces actions ont culminé à l'été 1991 avec plusieurs milliers de manifestants arrêtés à Wichita, dans le Kansas. Ces actions ont en partie inspiré en France, à la même époque, les commandos anti-IVG. Ces actions par Operation Rescue ont cessé au cours des années 1990 avec le passage d'une loi spécifique, la Freedom of Access to Clinic Entrances Act (en) en 1994.

#### Dans le monde politique
Au contraire du Parti démocrate, la position officielle du Parti républicain est pro-vie, tout comme celle de la plupart de ses personnalités, par exemple Sarah Palin. Toutefois, il existe dans chaque parti une minorité divergente. Chez les Républicains, l'association Republicans for Choice milite pour l'avortement légal, position partagée par des élus tels que l'ancien gouverneur de Californie Arnold Schwarzenegger. Chez les Démocrates, on trouve à l'inverse l'association Democrats for Life et des élus tels que le sénateur Bob Casey Jr, qui se revendiquent pro-vie.
Le Parti de la Constitution, de tendance paléo-conservatrice, est également pro-vie. Le Parti libertarien, majoritairement pro-choix, comprend une importante minorité pro-vie, représentée par le mouvement Libertarians for Life créé en 1976.

#### Violences
On dénombre de nombreux actes de violence et d'intimidation de la part de certains militants anti-avortement : des attentats à la bombe,, des dégradations par liquide malodorant et des lettres de menace,, des meurtres ou même des fusillades. Huit médecins et employés de cliniques pratiquant l'avortement ont ainsi été tués: sept entre 1993 et 1998, et le Dr George Tiller en 2009.
En 2009, l'homicide de James Pouillon est interprété par une partie de la presse américaine comme le premier homicide d'un militant pro-vie, la police a expliqué que le suspect, un chauffeur de camion, en avait assez des pancartes militantes montrant des fœtus aux enfants qui allaient à l'école. Le suspect est aussi accusé d'un autre meurtre commis le même jour sur un homme d'affaires local pour une autre histoire, complètement indépendante du premier meurtre,.

#### État de l'opinion publique américaine
D'après un sondage paru en août 2008 dans le Washington Post, aux États-Unis, 44 % des sondés se définissent comme étant plutôt « pro-vie » contre 50 % plutôt « pro-choix », mais seuls 18 % se déclarent formellement contre toute forme d'avortement. Dans un sondage du 15 mai 2009, on compte pour la première fois plus d'Américains « pro-vie » (51 %) que « pro-choix » (42 %).

### France

#### Années 1970 et 1980
Le premier mouvement français spécifiquement pro-vie, créé en 1971 lors de l'ouverture du débat sur la dépénalisation de l'avortement, fut Laissez-les-vivre, animé par le professeur Jérôme Lejeune. Cette association participe du succès de l'opposition au projet de loi de dépénalisation Messmer-Taittinger-Poniatowski en 1973, mais ne put empêcher le vote, un an plus tard, de la loi Veil.
En 1979, l'opposition au projet de loi Pelletier donna lieu à une mobilisation importante. Le 17 novembre 1979, Laissez-les-vivre et les Associations familiales catholiques organisèrent une manifestation de Montparnasse à l'Assemblée nationale qui aurait rassemblé, selon les associations organisatrices, entre 40 000 et 50 000 personnes.
Le 15 mai 1982, en opposition au projet de loi Roudy instituant le remboursement de l'IVG par la Sécurité sociale, une manifestation de la Bastille à la Concorde aurait rassemblé, toujours selon les organisateurs, entre 30 000 et 40 000 participants.

#### Les «commandos anti-IVG»
Entre 1987 et 1995, en partie sous l'inspiration de mouvements américains pro-life, une partie du mouvement pro-vie français a cherché une plus grande visibilité en manifestant devant ou à l'intérieur d'établissements pratiquant des IVG. Ces actions ont été communément désignées sous le terme de commandos anti-IVG, terme récusé par leurs auteurs qui se revendiquaient non-violents. Les organisations pro-choix ont dénoncé la "violence psychologique" de ces actions. En mars 1995, à l’hôpital de Clamart, Xavier Dor fait irruption en hurlant dans une salle d’opération pendant une intervention et saccage le matériel. En janvier et mars 1997, ses adeptes blessent des policiers devant une clinique des Yvelines.
Avec le renforcement de la législation en faveur de l'IVG par les lois Neïertz de 1993 puis Aubry de 2001, et après le passage de Xavier Dor par la prison pour manifestation illégale, ce type d'action a fini par cesser.

#### Principales associations

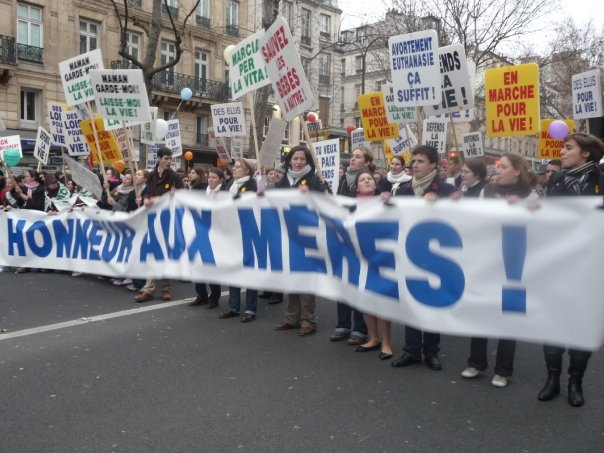
Manifestants de la Marche pour la vie à Paris le 25 janvier 2009.

Parmi les associations engagées dans ce mouvement, on recense des associations catholiques telles la Fondation Jérôme-Lejeune, le Centre Billings France, l'association Mère de Miséricorde, de tendance charismatique et rattachée à la Communauté des Béatitudes, et SOS tout-petits.
L'ACPERVIE (Association des Chrétiens Protestants Évangéliques pour le Respect de la Vie) est évangélique.
Des associations aconfessionnelles regroupent Choisir la vie, le Comité pour Sauver l'Enfant à Naître, Les Survivants, mouvement composé de « jeunes nés après 75 » qui militent contre l'avortement au nom du « Syndrome du survivant »,.

#### Initiatives communes
Rassemblant plusieurs associations dites pour la culture de vie, la Life Parade émerge en 2004[réf. souhaitée].
Né d'abord en Italie mais se voulant un mouvement politique européen, « Solidarité - Liberté, justice et paix » a présenté deux listes (Île-de-France et Sud-Est) aux élections européennes de juin 2009[réf. nécessaire].
Des mouvements pro-vie se donnant pour but de défendre la vie de la conception à la mort naturelle, telle l'Alliance pour les droits de la vie, mènent leur combat par des actions de lobbying politiques et de presse. Ils militent pour les soins palliatifs, la mise en place d'alternatives à l'avortement pour les femmes enceintes en difficulté et la hausse des aides sociales[réf. souhaitée].
Des associations (Étudiants pro-Vie, Médecins pour la Vie…) préfèrent centrer leurs actions au sein d'un milieu spécifique comme les étudiants, les lycéens et les jeunes professionnel ou encore les soignants, les médecins, le monde médical et de la recherche[réf. souhaitée].
Depuis 2005, la majorité des associations pro-vie coorganise la Marche pour la vie, une manifestation annuelle unitaire à Paris. L'édition 2011 a rassemblé 6 500 personnes selon la police et entre 30 000 et 40 000 selon les organisateurs.

## Lien avec les positions religieuses

### L'Église catholique
Le magistère de l'Église catholique a toujours rejeté absolument l'avortement direct, qui fait encourir une peine d'excommunication automatique (latæ sententiæ) à ceux qui le pratiquent. Il le distingue de l'avortement indirect, où la mort du fœtus n’est pas voulue mais est la conséquence de soins prodigués à la mère, et qui n'est pas sanctionné.
Plusieurs documents du magistère récent ont réaffirmé cet interdit. Ainsi le pape Paul VI a été un modèle pour certains militants pro-vie en raison de son encyclique Humanæ Vitæ. De même, Jean-Paul II a renouvelé solennellement cet interdit dans Evangelium vitæ, après avoir consulté les évêques du monde à ce sujet. Il y dénonce la mise en place d'une « culture de mort » s'opposant à la « culture de la Vie ». Cette culture de mort serait issue de la promotion d'une « conception utilitariste de la société » qui débouche sur la « guerre des puissants contre les faibles ».
Le 12 décembre 2008, la Congrégation pour la doctrine de la foi publie l'instruction Dignitas Personæ qui « vise à promouvoir et à défendre la dignité de la personne qui doit être reconnue en tout être humain depuis sa conception jusqu'à sa mort naturelle » (Interview de Jean-Pierre Ricard, archevêque de Bordeaux et membre de la Congrégation pour la doctrine de la foi au journal La Croix).
Le 10 octobre 2018, lors de son audience générale le pape François, concernant le commandement biblique « Tu ne tueras point », il fait le rapprochement entre l'avortement et un tueur à gage. L'avortement est ainsi qualifié comme un meurtre « tout simplement inhumain »,,.
Ce rejet ferme de l'avortement est remis en cause par certains mouvements catholiques réformateurs. Il donne lieu également à des controverses sur certaines affaires à fort impact médiatique. Ainsi, en mars 2009, l’archevêque Sobrinho affirme que sont frappés d'excommunication la mère d'une fillette de neuf ans ayant avorté après avoir été violée par son beau-père, ainsi que les médecins ayant pratiqué l'avortement,. L'affaire donnera lieu à des prises de position divergentes de dignitaires de l'Église, notamment la confirmation de l'excommunication par le cardinal Re, préfet de la congrégation des évêques et sa critique par le président de l'Académie pontificale pour la vie, Mgr Fisichella. Peu après, la Conférence nationale des évêques du Brésil désavoue Sobrinho et explique que personne n'est excommunié et que seuls le seront « ceux qui pratiquent l’avortement systématiquement ».
Certains mouvements catholiques, comme Catholics for Choice, s'opposent aux mouvements pro-vie, et demandent une remise en cause de la ligne dure prônée par le Vatican.

### Christianisme évangélique
La majorité des églises chrétiennes évangéliques sont pro-vie et sont contre l’interruption volontaire de grossesse et soutiennent les agences d’adoption et les agences de support social pour les jeunes mères . Des organisations évangéliques comme Focus on the Family sont engagées dans le mouvement pro-vie.

## Controverses avec le mouvement pro-choix

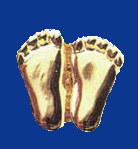
Insigne pro-life américain représentant les empreintes de pieds d'un fœtus

Les mouvements pro-choix émettent plusieurs critiques :
- certaines associations pro-choix accusent les associations pro-vie françaises d'appuyer certaines de leurs actions par le biais d'images choquantes qui, selon elles, feraient appel aux émotions de l'auditoire qui s'opposeraient à sa raison ;
- certaines images visibles dans de nombreuses vidéos et articles pro-vie ne seraient pas toujours des photos d'interruptions volontaires de grossesse pratiquées dans un cadre légal, les plus choquantes d'entre elles représentant des avortements clandestins (au sel, à l'aiguille), pratiquées dans certains pays plus tardivement qu'en France ou plus simplement des prématurés mort-nés[réf. nécessaire] ;
- les organisations pro-choix reprochent aussi au mouvement pro-vie ses liens avec les mouvements religieux intégristes et traditionalistes comme le montrent les slogans des manifestants pro-choix lors de manifestations pro-vie, en particulier face aux « rosaires pour la vie » et autres prières publiques.

## Positions sur la peine de mort
Les associations se réclamant du mouvement pro-vie n’ont souvent pas de position officielle sur la peine de mort. Certaines associations expriment toutefois une position contre la peine de mort, assimilée alors à un « meurtre légal » par les tenants du droit à la vie. Ainsi, l’association pro-vie américaine Feminists for Life est activement engagée contre la peine de mort, comme l’organisation Democrats for Life ou les prélats catholiques parmi les plus engagés contre l’avortement, tels le cardinal Joseph Bernardin ou le pape Jean-Paul II. L’Église catholique, pro-vie, est officiellement contre la peine de mort, énoncée comme peu conforme à la dignité humaine.
Malgré tout, d’autres personnalités pro-vie, notamment des personnalités politiques américaines, sont en revanche favorables à la peine de mort selon l’argument que celle-ci permet la protection de la vie des autres citoyens.

## Critiques
En 2023, dans son livre Rethinking Life: Embracing the Sacredness of Every Person, Shane Claiborne, dirigeant américain des Chrétiens des lettres rouges, appelle à étendre la définition chrétienne du mouvement "pro-vie" à d'autres questions que la lutte contre l’avortement, telles que la violence armée, la pauvreté, la peine de mort et l’ouverture à l’immigration.